# Alberto Capozzi
Alberto Angelo Capozzi (* 8. Juli 1884 in Genua; † 19. März 1945 in Rom) war ein italienischer Schauspieler.

## Leben
Capozzi stammt aus einer Reeder-Familie und verbrachte die Kindheit und Jugend in Sestri Ponente am dortigen Seminar; gleichzeitig entdeckte er seine Liebe zur Schauspielerei, die er als Amateur am „Teatro Nazionale di Genua“ pflegte. Nach professionellen Anfängen als Darsteller in zweitrangigen Ensembles spielte er bei Virgilio Talli und Lyda Borelli. 1909 ging er zum Film, wo er mit Mary Cleo Tarlarini für die „Ambrosio“-Filmgesellschaft in Turin eines der ersten Traumpaare der Leinwand bildete, oftmals in historischen Stoffen. Ab 1912 war er für Pasquali, Cines und andere Produktionsfirmen tätig, für die er eine stattliche Anzahl hervorragender dramatisch-sentimentaler Stummfilme drehte. Beispiele sind Il granatiere Roland (1911), La figlia di Jorio und Nozze d'oro aus demselben Jahr, Le colpe degli altri von Ubaldo Maria Del Colle (1912), eine Version von I promessi sposi (1913), La maschera che sanguina (1914) oder La colpa vendica la colpa (1916). Kriegsbedingt reduzierte Capozzi seine kinematografischen Aktivitäten; mit Gero Zambuto wurde der vierteilige Il fiacre n. 13 1917 noch ein großer Erfolg.
Nach dem Krieg konnte er mit mildem Erfolg seine Kinokarriere bis zur Krise 1922 fortsetzen; das Theater bot ihm dann 1923 neben Tatjana Pawlowa Gelegenheit zur Weiterarbeit. 1927 sah man ihn im Ensemble mit Alda Borelli und Calisto Bertramo. In der Zeit kurz nach Einführung des Tonfilmes war Capozzi auch einer der Schauspieler, die in italienischsprachigen Versionenfilmen von Hollywood-Produktionen auftraten. Nach langem Aufenthalt in England und Frankreich kehrte Capozzi Ende der 1930er Jahre nach Italien zurück. Nurmehr zweitrangige Rollen blieben dem nun meist als Schurken besetzten Schauspieler bis zu seinem Tode.

## Filmografie (Auswahl)
- 1909: L'ostaggio
- 1913: Spartacus (Spartaco)
- 1941: Verschwörer (Marco Visconti)
- 1943: La freccia nel fianco